# 1975 w muzyce
Wydarzenia muzyczne w 1975 roku.

## Wydarzenia
- 17 stycznia – zostaje wydany piętnasty studyjny album Boba Dylana Blood on the Tracks
- 19 lutego – Bing Crosby dokonuje nagrania utworu That’s What Life Is All About (singla z albumu o tym samym tytule).
- 4 czerwca – The Rolling Stones jako pierwszy zachodni zespół otrzymał tantiemy w ZSRR
- 21 czerwca – Ritchie Blackmore, gitarzysta Deep Purple ogłasza, że rozstaje się z grupą by założyć zespół Rainbow
- 26 czerwca – zostaje wydany szesnasty album Boba Dylana The Basement Tapes (z grupą The Band)
- sierpień – Utworzenie zespołu Pere Ubu
- listopad – Queen tworzy teledysk (jeden z pierwszych na świecie) do utworu „Bohemian Rhapsody”.
- 14 listopada – Koncertem w Liverpoolu rozpoczyna się światowa (Anglia, USA, Japonia, Australia) trasa zespołu Queen. BBC nagrywa koncert z 24.12.1975 (Londyn) i transmituje go później kilkakrotnie w radiu. Queen występuje pierwszy raz w USA, Japonii i Australii.
- 21 listopada – Grupa Queen wydaje jeden z najdroższych albumów w historii muzyki: A Night at the Opera.
- 30 października – rozpoczyna się Rolling Thunder Revue, słynne tournée Boba Dylana
- 25 grudnia – Utworzenie zespołu Iron Maiden
- Utworzenie zespołu Motörhead
- Peter Gabriel opuszcza Genesis
- Utworzenie zespołu Prism

## Urodzili się
- 1 stycznia – Robert Luty, polski perkusista, muzyk sesyjny; członek grupy Poluzjanci
- 3 stycznia
  - Jun Maeda, japoński pisarz, kompozytor, producent muzyczny
  - Thomas Bangalter, francuski muzyk, producent muzyczny, piosenkarz, autor tekstów, DJ, kompozytor i reżyser, członek duetu Daft Punk
- 5 stycznia – Marcin Babko, polski dziennikarz i krytyk muzyczny, animator kultury (zm. 2016)
- 8 stycznia
  - Basto, właśc. Jef Martens, belgijski DJ i producent muzyczny
  - Gienek Loska, białorusko-polski gitarzysta, wokalista i kompozytor (zm. 2020)
- 17 stycznia – Coco Lee, amerykańska piosenkarka, autorka tekstów, producentka muzyczna, tancerka i aktorka (zm. 2023)
- 20 stycznia – Hadrian Filip Tabęcki, polski kompozytor, aranżer, pianista, producent muzyczny, reżyser i scenarzysta
- 22 stycznia – Grzegorz Guziński, polski wokalista, autor tekstów, muzyk, kompozytor; członek zespołu Flapjack (zm. 2021)
- 24 stycznia – Karol Sionek, polski muzyk, klawiszowiec w zespole Szymon Wydra & Carpe Diem
- 27 stycznia – Yasunori Hayashi, japoński piosenkarz rockowy, kompozytor i autor tekstów piosenek
- 1 lutego – Big Boi, właśc. Antwan Patton, amerykański raper i producent muzyczny, członek duetu Outkast
- 2 lutego – Maciej Kociński, polski saksofonista i klarnecista jazzowy, kompozytor, pedagog
- 3 lutego – Markus Schulz, niemiecki DJ i producent muzyczny
- 4 lutego – Natalie Imbruglia, australijska piosenkarka i aktorka
- 10 lutego – Kool Savas, właśc. Savas Yurderi, niemiecki raper
- 15 lutego – Adam Sztaba, polski kompozytor, pianista, aranżer, dyrygent i producent muzyczny
- 16 lutego – Emilia Nazaruk, polska wokalistka rockowa i gospel, wiolonczelistka, nauczycielka muzyki
- 18 lutego – Sebastian Krajewski, polski kompozytor
- 19 lutego
  - Łukasz Golec i Paweł Golec, polscy muzycy popowi i jazzowi
  - Daniel Adair, kanadyjski perkusista zespołu Nickelback
- 20 lutego – Brian Littrell, wokalista zespołu Backstreet Boys
- 24 lutego – Ashley MacIsaac, kanadyjski skrzypek
- 1 marca – Valentina Monetta, sanmaryńska piosenkarka
- 4 marca – Sebastian Niedziela, polski kompozytor
- 6 marca – Misha, właśc. Michaela Paľová, słowacka piosenkarka i kompozytorka
- 9 marca – Bartłomiej Krauz, polski akordeonista, chórzysta, pedagog
- 15 marca
  - Piotr Grudziński, polski muzyk, kompozytor i instrumentalista; członek prog metalowego zespołu Riverside (zm. 2016)
  - Jacek Jaguś, polski gitarzysta i wokalista
  - will.i.am, właśc. William James Adams, amerykański raper, producent muzyczny i multiinstrumentalista
- 19 marca – Brann Dailor, amerykański perkusista rockowy
- 25 marca – Sofia Karlsson, szwedzka artystka muzyczna z gatunku folk, piosenkarka, kompozytorka i autorka tekstów
- 27 marca – Fergie, angielska piosenkarka
- 29 marca – Stewart Lupton, amerykański muzyk rockowy (zm. 2018)
- 2 kwietnia – Maciej Warda, polski muzyk, basista zespołu Farba, gitarzysta i redaktor
- 4 kwietnia – Toni Wirtanen, fiński muzyk, piosenkarz, autor tekstów i gitarzysta zespołu Apulanta
- 5 kwietnia – Juicy J, właśc. Jordan Michael Houston, amerykański raper
- 6 kwietnia – Michał „Twurca” Tomczyk, polski gitarzysta, kompozytor, realizator dźwięku, producent; muzyk grupy Blade Loki
- 8 kwietnia – Anouk, holenderska piosenkarka
- 9 kwietnia – Fabrizio Moro, włoski piosenkarz, autor tekstów i prezenter telewizyjny
- 13 kwietnia – Lou Bega, niemiecki piosenkarz
- 18 kwietnia – Marek Dyjak, polski kompozytor i wokalista
- 21 kwietnia – Dom Capuano, włoski kompozytor i producent muzyczny
- 23 kwietnia
  - Jón Þór Birgisson, islandzki gitarzysta i wokalista grupy post-rockowej Sigur Rós
  - Helge Lien, norweski pianista jazzowy i kompozytor
  - Mariusz Totoszko, polski piosenkarz
- 26 kwietnia
  - Joey Jordison, amerykański muzyk metalowy, kompozytor i multiinstrumentalista (zm. 2021)
  - Markus Sandlung, szwedzki skrzypek (zm. 2004)
- 5 maja – Arkadiusz Malinowski, polski basista, wokalista i muzyk sesyjny (zm. 2024)
- 8 maja
  - Enrique Iglesias, hiszpański piosenkarz, syn Julio Iglesiasa
  - Barbara Karaśkiewicz, polska pianistka
- 9 maja – Ryan Vikedal, kanadyjski perkusista
- 12 maja – Terje Andersen, norweski muzyk metalowy, gitarzysta i basista
- 17 maja
  - Niels Brinck, duński piosenkarz, muzyk i gitarzysta
  - Laura Voutilainen, fińska piosenkarka
- 18 maja
  - Jack Johnson, amerykański muzyk folkowy
  - Jem, właśc. Jemma Griffiths, walijska piosenkarka, autorka tekstów i producentka muzyczna
- 24 maja – Jerzy Głód, polski muzyk rockowy, kompozytor i instrumentalista
- 25 maja
  - Krzysztof Dziedzic, polski perkusista i kompozytor jazzowy
  - Lauryn Hill, amerykańska piosenkarka rhythm and blues
- 27 maja
  - André 3000, amerykański raper, piosenkarz, autor tekstów, producent muzyczny i aktor, członek duetu Outkast
  - Jadakiss, właśc. Jason Phillips, amerykański raper
- 29 maja – Mel B, właśc. Melanie Janine Brown, brytyjska piosenkarka, aktorka i prezenterka telewizyjna (Spice Girls)
- 4 czerwca – Julian Marley, jamajski muzyk reggae; syn Boba Marleya
- 11 czerwca
  - Aleksander Woźniak, polski kompozytor, autor tekstów, producent muzyczny, realizator dźwięku, aranżer
  - Łukasz Żyta, polski perkusista jazzowy, muzyk sesyjny, pedagog
- 12 czerwca – Tomcraft, właśc. Thomas Brückner, niemiecki DJ i producent muzyczny (zm. 2024)
- 13 czerwca
  - Daniel Ingram, kanadyjski kompozytor muzyki filmowej i autor tekstów
  - Anita Lipnicka, polska piosenkarka
- 15 czerwca – Dewiq, właśc. Cynthia Dewi Bayu Wardhani, indonezyjska kompozytorka, tekściarka i wokalistka
- 19 czerwca – Tauno Aints, estoński kompozytor
- 22 czerwca – Kevin Garcia, amerykański basista rockowy, członek zespołu Grandaddy (zm. 2017)
- 23 czerwca – DJ Antoine, właśc. Antoine Konrad, szwajcarski DJ i producent muzyczny
- 1 lipca – Łukasz Zagrobelny, polski piosenkarz i autor tekstów
- 5 lipca – Nikolaj Znaider, duński skrzypek, kameralista i dyrygent o korzeniach polsko-żydowskich
- 6 lipca – 50 Cent, właśc. Curtis James Jackson III, amerykański raper
- 9 lipca
  - Jessica Folcker, szwedzka piosenkarka
  - Jack White amerykański muzyk rockowy
- 11 lipca – Samer el Nahhal, fiński basista zespołu Lordi
- 14 lipca – Taboo, właśc. Jaime Luis Gomez, amerykański raper i piosenkarz, członek zespołu Black Eyed Peas
- 17 lipca – Darude, właśc. Ville Virtanen, fiński DJ i producent muzyczny
- 18 lipca
  - Daron Malakian, amerykański gitarzysta pochodzenia ormiańskiego, współzałożyciel System of a Down
  - M.I.A., właśc. Mathangi Arulpragasam, brytyjska piosenkarka, autorka tekstów, kompozytorka, producentka muzyczna i projektantka mody
- 21 lipca – DJ Méndez, chilijsko-szwedzki DJ, producent muzyczny i piosenkarz
- 25 lipca – Håvard Ellefsen, norweski muzyk metalowy, kompozytor, wokalista, autor tekstów i multiinstrumentalista
- 1 sierpnia – Adam Skorupa, polski kompozytor i reżyser dźwięku
- 5 sierpnia – Eicca Toppinen, fiński multiinstrumentalista i kompozytor; wiolonczelista, leader i współzałożyciel zespołu Apocalyptica
- 7 sierpnia – Aleksandar Marković, serbski dyrygent symfoniczny i operowy
- 16 sierpnia – Magic, amerykański raper (zm. 2013)
- 19 sierpnia
  - Eliza Kruszczyńska, polska śpiewaczka operowa (sopran)
  - Emilian Madey, polski kompozytor, pianista, dyrygent i pedagog
- 28 sierpnia – Marek Szulen, polski kompozytor, twórca muzyki elektronicznej
- 31 sierpnia – Daniel Harding, brytyjski dyrygent
- 1 września
  - Andrzej Bachleda-Curuś III, polski narciarz alpejski, muzyk (gitarzysta), olimpijczyk, reprezentant Polski i Francji, trzykrotny mistrz Polski
  - Omar Rodríguez-López, portorykański kompozytor, gitarzysta i producent muzyczny
- 2 września
  - Jill Janus, amerykańska wokalistka heavymetalowa, członkini zespołu Huntress (zm. 2018)
  - Tony Thompson, amerykański wokalista, członek zespołu Hi-Five (zm. 2007)
  - Magdalena Wójcik, polska piosenkarka, wokalistka i liderka zespołu Goya
- 3 września – Redfoo, właśc. Stefan Gordy, amerykański raper, tancerz, DJ, producent muzyczny, członek duetu LMFAO
- 5 września
  - Bartek Papierz, właśc. Bartłomiej Papierz, polski gitarzysta, muzyk sesyjny, producent muzyczny
  - Sebastian Piekarek, polski gitarzysta, wokalista oraz kompozytor
- 6 września – Gala Rizzatto, włoska piosenkarka muzyki dance
- 9 września
  - Michael Bublé, kanadyjski piosenkarz jazzowy i popowy oraz aktor
  - Joey Feek, amerykańska piosenkarka muzyki country (zm. 2016)
- 12 września – Dariusz Olszewski, polski gitarzysta, wokalista i kompozytor
- 13 września – Ian Carey, właśc. Ian Harshman, amerykański DJ i producent muzyczny (zm. 2021)
- 21 września – Magda Steczkowska, polska wokalistka popowa
- 23 września – Virgil Howe, brytyjski perkusista, członek zespołu Little Barrie (zm. 2017)
- 25 września – Mariusz Duda, polski muzyk, kompozytor, wokalista, autor tekstów i multiinstrumentalista, członek zespołu Riverside
- 26 września – Håvard Jørgensen, norweski muzyk metalowy, kompozytor, wokalista, autor tekstów i multiinstrumentalista, a także producent muzyczny
- 28 września – Wioletta Chodowicz, polska śpiewaczka operowa (sopran)
- 30 września
  - Glenn Fredly, indonezyjski piosenkarz (zm. 2020)
  - Georges-Alain Jones, francuski piosenkarz
- 1 października – Bimba Bosé, hiszpańska modelka, aktorka, piosenkarka (zm. 2017)
- 3 października
  - India.Arie, amerykańska wokalistka soul, neo-soul, R&B, autorka tekstów, kompozytorka, producentka, gitarzystka i flecistka
  - Talib Kweli, amerykański raper, aktor, kompozytor i aktywista
- 9 października – Sean Lennon, syn małżeństwa: John Lennon i Yoko Ono
- 16 października – Christophe Maé, francuski piosenkarz
- 17 października
  - Adrián Terrazas-González, meksykański kompozytor, flecista, saksofonista, klarnecista
  - Despina Olimbiu, cypryjska piosenkarka
- 18 października – Max Lilja, fiński muzyk i kompozytor, wiolonczelista, producent muzyczny
- 21 października – Saint Dog, amerykański raper (zm. 2020)
- 28 października – Aaron Tokona, nowozelandzki wokalista i muzyk rockowy (zm. 2020)
- 29 października – Satoshi Yaginuma, japoński kompozytor i autor tekstów, muzyk zespołu fripSide
- 1 listopada – Rafał Zapała, polski artysta dźwięku, kompozytor i improwizator, profesor sztuk muzycznych (zm. 2025)
- 2 listopada – Luc Arbogast, francuski kontratenor wykonujący muzykę dawną
- 4 listopada – Erin Wall, kanadyjska śpiewaczka operowa (sopran) (zm. 2020)
- 5 listopada – Velvet, właśc. Jenny Pettersson, szwedzka piosenkarka popowa
- 7 listopada – Raphaël Haroche, francuski piosenkarz
- 12 listopada – Adam Szabat, polski piosenkarz, kompozytor, autor tekstów piosenek, pisarz
- 18 listopada – Neal E. Boyd, amerykański piosenkarz (zm. 2018)
- 19 listopada – Rollergirl, właśc. Nicole Safft, niemiecka piosenkarka muzyki dance
- 20 listopada – Davey Havok, amerykański wokalista rockowy
- 24 listopada – Etna, właśc. Joanna Kaczanowska, polska piosenkarka muzyki disco polo i tancerka
- 26 listopada – DJ Khaled, właśc. Khaled Mohammed Khaled, amerykański DJ, producent muzyczny i prezenter radiowy
- 27 listopada – Paweł Strzelecki, polski kompozytor, teoretyk muzyki i muzykolog
- 28 listopada – Sigurd Wongraven, norweski kompozytor, wokalista, muzyk i multiinstrumentalista
- 30 listopada
  - Mindy McCready, amerykańska piosenkarka country (zm. 2013)
  - Sonia Prina, włoska śpiewaczka operowa (kontralt)
- 1 grudnia – Isaiah Ikey Owens, amerykański keyboardzista, członek zespołu The Mars Volta (zm. 2014)
- 2 grudnia – Krzysztof Nowikow, polski kompozytor, autor muzyki do spektakli teatralnych i baletowych (zm. 2019)
- 4 grudnia – Benedykt Odya, polski dyrygent, wykładowca akademicki
- 5 grudnia – Sofi Marinowa, bułgarska piosenkarka romskiego pochodzenia
- 6 grudnia – Filip Siejka, polski muzyk i kompozytor, multiinstrumentalista, producent muzyczny
- 9 grudnia – Sonia Bohosiewicz, polska aktorka i piosenkarka
- 13 grudnia – DJ Adamus, właśc. Adam Jaworski, polski DJ i producent muzyczny, członek duetu Wet Fingers
- 17 grudnia – Hornsman Coyote, serbski muzyk reggae/dub
- 18 grudnia – Sia, właśc. Sia Kate Isobelle Furler, australijska autorka piosenek i wokalistka soulowa, jazzowa, downtempo i popowa
- 19 grudnia – Mariusz Godlewski, polski śpiewak operowy (bas-baryton)
- 23 grudnia – Adam Konkol, polski gitarzysta, perkusista i kompozytor, lider grupy Łzy
- 24 grudnia – Paweł Zarecki, polski muzyk sesyjny, klawiszowiec, producent, aranżer i kompozytor

## Zmarli
- 1 stycznia – Branka Musulin, chorwacka i niemiecka pianistka, pedagog muzyczny (ur. 1917)
- 11 stycznia – Max Lorenz, niemiecki śpiewak operowy (tenor) (ur. 1901)
- 26 stycznia
  - Helmut Koch, niemiecki dyrygent (ur. 1908)
  - Toti dal Monte, włoska śpiewaczka operowa (sopran) (ur. 1893)
  - Tadeusz Ochlewski, polski skrzypek, pedagog i wydawca muzyczny (ur. 1894)
- 28 stycznia – Feliks Dzierżanowski, polski dyrygent, kompozytor (ur. 1890)
- 30 stycznia – Boris Blacher, niemiecki kompozytor i muzykolog (ur. 1903)
- 3 lutego – Umm Kulsum, egipska piosenkarka (kontralt) (ur. 1904)
- 4 lutego – Louis Jordan, amerykański muzyk jazzowy i bluesowy oraz r’n’b (ur. 1908)
- 10 lutego – Dave Alexander, amerykański gitarzysta basowy, współzałożyciel zespołu The Stooges (ur. 1947)
- 19 lutego – Luigi Dallapiccola, włoski kompozytor awangardowy (ur. 1904)
- 24 lutego – Marcel Grandjany, francusko-amerykański harfista, kompozytor i pedagog (ur. 1891)
- 3 marca – Stefania Łukowicz-Mokwa, polska skrzypaczka (ur. 1892)
- 16 marca – T-Bone Walker, bluesman amerykański, prekursor gitary elektrycznej (ur. 1910)
- 27 marca – Arthur Bliss, brytyjski kompozytor i dyrygent (ur. 1891)
- 2 kwietnia – Szaul Berezowski, polski kompozytor, pianista, dyrygent pochodzenia żydowskiego (ur. 1908)
- 12 kwietnia – Josephine Baker, tancerka, aktorka i piosenkarka francuska pochodzenia amerykańskiego (ur. 1906)
- 9 maja – Janina Wysocka-Ochlewska, polska pianistka i klawesynistka, pedagog (ur. 1903)
- 18 maja – Aníbal Troilo, argentyński kompozytor i muzyk tanga argentyńskiego (ur. 1914)
- 1 czerwca – Tadeusz Olsza, polski aktor filmowy, kabaretowy i sceniczny; śpiewak, tancerz, reżyser (ur. 1895)
- 4 czerwca – Frida Leider, niemiecka śpiewaczka operowa (sopran) (ur. 1888)
- 10 czerwca – Apollo Granforte, włoski śpiewak operowy (baryton) (ur. 1886)
- 11 czerwca – Karol Stromenger, polski publicysta i krytyk muzyczny (ur. 1885)
- 26 czerwca – Basil Cameron, angielski dyrygent (ur. 1884)
- 27 czerwca – Robert Stolz, austriacki kompozytor i dyrygent (ur. 1880)
- 29 czerwca – Tim Buckley, amerykański muzyk, wokalista, autor tekstów, producent muzyczny (ur. 1947)
- 4 lipca – Gilda Dalla Rizza, włoska śpiewaczka operowa (sopran) (ur. 1892)
- 11 lipca – Borys Lomani, polski kompozytor, pianista, dyrygent (ur. 1893)
- 14 lipca – Zutty Singleton, amerykański perkusista jazzowy (ur. 1898)
- 8 sierpnia – Cannonball Adderley, amerykański saksofonista jazzowy (ur. 1928)
- 9 sierpnia – Dmitrij Szostakowicz, rosyjski kompozytor i pianista (ur. 1906)
- 10 września
  - Kazimierz Dembowski-Weyroch, polski aktor teatralny i filmowy, śpiewak (tenor) oraz reżyser teatralny (ur. 1895)
  - Hans Swarowsky, austriacki dyrygent, pedagog, pisarz i tłumacz (ur. 1899)
- 17 września – Krešimir Baranović, chorwacki kompozytor, dyrygent i pedagog (ur. 1894)
- 22 września – Franz Salmhofer, austriacki kompozytor, dyrygent i klarnecista (ur. 1900)
- 16 października – Vittorio Gui, włoski dyrygent (ur. 1885)
- 1 listopada – Philip James, amerykański kompozytor, dyrygent, organista i pedagog (ur. 1890)
- 9 listopada – Ludwik Bronarski, polski muzykolog i pianista (ur. 1890)
- 14 listopada – Artemi Ajwazjan, ormiański i radziecki kompozytor oraz dyrygent (ur. 1902)
- 22 listopada – Friedrich Blume, niemiecki muzykolog (ur. 1893)
- 5 grudnia – Henryk Karliński, polski dyrygent, animator kultury, pedagog, działacz teatralny (ur. 1922)
- 17 grudnia – Hound Dog Taylor, amerykański wokalista i gitarzysta bluesowy (ur. 1915)
- 24 grudnia – Bernard Herrmann, amerykański kompozytor muzyki filmowej (ur. 1911)

## Albumy

### polskie
- - Wyspa dzieci – 2 plus 1
  - Cień wielkiej góry – Budka Suflera
  - Niemen Aerolit – Czesław Niemen
  - Bo z dziewczynami – Jerzy Połomski
  - Nowy horyzont – SBB

### zagraniczne
- - ABBA – ABBA
  - A Southern Memoir – Bing Crosby
  - That’s What Life Is All About – Bing Crosby
  - A Couple of Song and Dance Men – Bing Crosby i Fred Astaire
  - Just Out of Reach – Perry Como
  - Sabotage – Black Sabbath
  - Bandolier – Budgie
  - In Praise of Learning – Henry Cow
  - To Whom Who Keeps a Record – Ornette Coleman
  - Concerts – Henry Cow
  - Desperate Straights – Henry Cow
  - Pangaea – Miles Davis
  - Come Taste the Band – Deep Purple
  - Blood on the Tracks – Bob Dylan
  - The Basement Tapes – Bob Dylan i The Band
  - One of These Nights – Eagles
  - Face the Music – Electric Light Orchestra
  - Fleetwood Mac – Fleetwood Mac
  - Crash Landing – Jimi Hendrix
  - Midnight Lightning – Jimi Hendrix
  - Forever, Michael – Michael Jackson
  - USA – King Crimson
  - Dressed to Kill – KISS
  - Alive! – KISS
  - Physical Graffiti – Led Zeppelin
  - Ommadawn – Mike Oldfield
  - Wish You Were Here – Pink Floyd
  - A Night At The Opera – Queen
  - Caress of Steel – Rush
  - Timewind – Klaus Schulze
  - Native Dancer – Wayne Shorter
  - Playing Possum – Carly Simon
  - Still Crazy After All These Years – Paul Simon
  - Horses – Patti Smith
  - Born to Run – Bruce Springsteen
  - Crisis? What Crisis? – Supertramp
  - Ricochet – Tangerine Dream
  - Rubycon – Tangerine Dream
  - Force It – UFO
  - Tonight’s the Night – Neil Young
  - Fandango – ZZ Top

## Muzyka poważna

### Kompozycje
- Lukas Foss – String Quartet No. 3
- Julian Gembalski – Msza o Duchu Świętym na chór i organy[a][1]
- Witold Lutosławski – Les Espaces du Sommeil

### Wydarzenia
- IX Międzynarodowy Konkurs Pianistyczny im. Fryderyka Chopina

## Nagrody
- Konkurs Piosenki Eurowizji 1975
  - „Ding-a-dong”, Teach-In